# カービー・マッコーリー
カービー・マッコーリー（Kirby McCauley、1941年9月11日 - 2014年8月30日）はアメリカ合衆国の編集者、版権エージェント。モダン・ホラー小説の勃興に貢献した。

## 担当した作品
- クリスティーン